# Hans Clarin
Hans Clarin, geboren als Hans Joachim Schmid (Wilhelmshaven, 14 september 1929 — Aschau im Chiemgau, 28 augustus 2005) was een Duits acteur en stemacteur.

## Jeugd en opleiding
Kort na zijn geboorte in Wilhelmshaven, verhuisde de familie Schmid naar Frankfurt am Main, waar hij ook opgroeide. Hij bezocht tot 1945 het Musische Gymnasium. Daarna woonde hij in de buurt van Ulm. Na het eindexamen studeerde hij in München toneel bij Ruth von Zerboni.

## Carrière
Vanaf 1951 vierde hij onder zijn artiestennaam Clarin, die in 1971 als zijn familienaam werd erkend, grote successen op het podium van het Staatstheater in München. In 1952 had hij zijn filmdebuut met een hoofdrol in de sprookjesfilm Zwerg Nase. Sindsdien speelde hij in talrijke films en vanaf de jaren 60 in talrijke tv- en hoorspelproducties mee.

### Als synchroonspreker
In de jaren 60 werd Clarin bij een breed publiek bekend als Duitse synchroonspreker van Kookie (Edward Byrnes) uit de populaire Amerikaanse tv-serie 77 Sunset Strip. Minstens evenzo bekend is hij als stem van Pumuckl, waaraan hij bij de radio, op tv en ook in hoorspelen bijna veertig jaar lang zijn stem leende. Ook sprak hij als verteller in de Pools-Oostenrijkse animatieserie Die Mumins meerdere dialogen. Ook de titelrol voor de hoorspelcassetten Hui-Buh – Das Schlossgespenst en de Asterix-reeks werd door hem ingesproken. Evenzo werkte Clarin in de aflevering Gekaufte Spieler (55) van de hoorspelreeks Die drei Fragezeichen mee. In 1969 sprak hij in het hoorspel Raumschiff UX3 antwortet nicht de verteller en de commandant Tex Terry.

### Als acteur
Clarin was als vertolker in ongeveer 200 tv- en bioscoopfilms en tv-series te zien. Tot de bekendste behoren Weißblaue Geschichten (tv) en de film Das Wirtshaus in Spessart (1957). In Max, der Taschendieb (1962) speelde hij het zwarte schaap in de familie van Heinz Rühmann, dat werd vermoord en in de film In Beirut sind die Nächte lang (Twenty-Four Hours to Kill, 1965) speelde hij naast Lex Barker. Twee keer werd Clarin ingezet in Edgar Wallace-films, eenmaal als waanzinnige Lord Edward Lebanon in Das Indische Tuch (1963) en eenmaal in een bijrol in Zimmer 13 (1964).
Hij speelde regelmatig mee in kinderfilms. Naast de sprookjesfilms Zwerg Nase en de synchroonsprekerrollen in Pumuckl speelde hij ook bij Pippi Langstrumpf de rol van Donner-Karlsson. Hij las in de jaren 70 ook live voor kinderpubliek. In de jaren 1995 tot 1999 speelde hij Silvio Kirsch in de tv-serie Pumuckl TV.
In Pepe, der Paukerschreck (1969) met Uschi Glas en Harald Juhnke speelde hij de leraar Dr. Glücklich. Weer met Uschi Glas en deze keer ook Peter Kraus was hij te zien in Tierärztin Christine (1993). Hij werkte samen met Dietmar Schönherr en Andreas Vitásek in de films Eine fast perfekte Scheidung (1997) en Ein fast perfekter Seitensprung (1996). In de film Eine fast perfekte Hochzeit (1999) speelde hij weer met Andreas Vitásek en met Hildegard Knef. In Hochwürden wird Papa (2002) speelde hij aan de zijde van Otto Schenk en Fritz Wepper. Ten slotte werd hij in de bioscoopfilm Pumuckl und sein Zirkusabenteuer (2003) de opvolger van Meister Eder als diens neef Ferdinand Eder.

### Als zanger
Reeds in de jaren 60 trad hij op als zanger in muzikale komedies en operetten, waaronder Madame de Pompadour, als Joseph aan de zijde van Ingeborg Hallstein. In 1994 probeerde hij het weer bij deze discipline. Samen met het meisje Maxie bereikte hij bij de Grand Prix der Volksmusik 1994 de 8e plaats met het nummer Das Mädchen und der Clown.

### Als schrijver
In 1968 verscheen het door hem geschreven jeugdboek Paquito oder die Welt von unten, hetgeen werd verfilmd en op televisie uitgezonden.

## Privéleven en overlijden
Hans Clarin was driemaal gehuwd en had vijf kinderen. In zijn eerste huwelijk was hij getrouwd met Irene Reiter, waarmee hij drie dochters had. De jongste (Irene) werd zelfs als toneel- en tv-actrice bekend, in het bijzonder door de hoofdrol in de tv-serie Pfarrerin Lenau (1991). Met zijn tweede echtgenote Margarethe Freiin von Cramer-Klett had hij een zoon (Philipp) en een dochter (Anna). Zijn derde huwelijk (1995) was met Christa Maria gravin van Hardenberg, wiens moeder afstamde uit het vorstenhuis Fürstenberg. Met haar woonde hij in de meer als 400 jaar oude Moserhof in Aschau im Chiemgau in Oberbayern, dat hij in 1974 had verkregen. Zijn voornaamste hobby's waren zijn 30 dieren.
Hans Clarin overleed op 75-jarige leeftijd in Aschau im Chiemgau aan een hartstilstand. Een week eerder had hij nog voor de tv-film Der Bergpfarrer – Heimweh nach Hohenau voor de camera gestaan. Zijn laatste rol in een bioscoopfilm was die van burchtopzichter in Hui-Buh – Das Schlossgespenst. Sebastian Niemanns verfilming van de hoorspelreeks werd in 2006 in de bioscopen gedraaid. Clarin werd bijgezet op het kerkhof van Aschau im Chiemgau.

## Filmografie
| Jaartal | Film                                                       |
| ------- | ---------------------------------------------------------- |
| 1969    | Pippi Långstrump (Pippi Langkous)                          |
| 1973    | Här kommer Pippi Långstrump (Pippi zet de boel op stelten) |
| 1979    | Es begann bei Tiffany                                      |

## Onderscheidingen
- 1961: Bayerischer Staatsschauspieler
- 1988: Pfeifenraucher des Jahres
- 1994: Bundesverdienstkreuz erster Klasse
- 1994: Verdienstmedaille PRO MERITIS van de Beierse cultuurminister
- 1996: Oberbayerischer Kulturpreis van het Bezirks Oberbayern
- 1997: Bayerischer Verdienstorden

## Filmografie (selectie)

### Films
- 1949: Der Ruf
- 1952: Zwerg Nase
- 1953: Die goldene Gans
- 1953: Musik bei Nacht
- 1954: Geliebtes Fräulein Doktor
- 1954: Feuerwerk
- 1954: Karius und Baktus (synchroonstem van Baktus)
- 1955: Oberarzt Dr. Solm
- 1958: Das Wirtshaus im Spessart
- 1958: Helden
- 1959: Das schöne Abenteuer
- 1960: Das Spukschloß im Spessart
- 1960: Der Gauner und der liebe Gott
- 1960: Lampenfieber
- 1962: Max, der Taschendieb
- 1963: Magnet Großstadt (spreker)
- 1963: Das indische Tuch
- 1964: Zimmer 13
- 1964: Wartezimmer zum Jenseits
- 1965: Ein Ferienbett mit 100 PS
- 1965: In Beirut sind die Nächte lang
- 1965: Italienische Nacht
- 1966: Portrait eines Helden (tv-film)
- 1968: Engelchen oder Die Jungfrau von Bamberg
- 1969: Christoph Kolumbus oder Die Entdeckung Amerikas
- 1969: Eine Frau sucht Liebe
- 1969: Die Lümmel von der ersten Bank – Pepe, der Paukerschreck
- 1969: Pippi Langstrumpf
- 1971: Narrenspiegel (2-delige tv-film)
- 1972: Unter anderem Ehebruch (tv-film)
- 1977: Die Jugendstreiche des Knaben Karl
- 1979: Das verräterische Herz (tv-film)
- 1982: Das Traumschiff – Cayman Islands
- 1983: Der Weg ins Freie
- 1986: Das Geheimnis von Lismore Castle (tv-film)
- 1985: Der kleine Riese
- 1985: Marie Ward – Zwischen Galgen und Glorie
- 1986: Walhalla (synchroonstem)
- 1986: Geld oder Leber!
- 1987: Hexenschuss (tv-film)
- 1988: Tagebuch für einen Mörder
- 1988: Trouble im Penthouse (tv-film)
- 1989: Der Bettler vom Kurfürstendamm (tv-film)
- 1989: Drunter und drüber (tv-film)
- 1991: Lippels Traum
- 1991: Der Unschuldsengel
- 1993: Immer Ärger mit Nicole
- 1993: Hochwürden erbt das Paradies
- 1994: Pumuckl und der blaue Klabauter
- 1996: Hochwürdens Ärger mit dem Paradies
- 1999: Eine fast perfekte Hochzeit
- 1999: Der Komödienstadel: Der Zigeunersimmerl
- 2000: Der Bestseller
- 2000: Weißblaue Geschichten
- 2000: Polt muss weinen
- 2000: Pinky und der Millionenmops
- 2002: Hochwürden wird Papa
- 2003: Pumuckl und sein Zirkusabenteuer
- 2003: Zwei am großen See
- 2004: Der Bergpfarrer
- 2004: Rosamunde Pilcher: Solange es dich gibt
- 2005: Zwei am großen See – Die Eröffnung
- 2005: Zwei am großen See – Angriff aufs Paradies
- 2005: Der Bergpfarrer – Heimweh nach Hohenau
- 2006: Hui Buh – Das Schlossgespenst

### Tv-series
- 1967: Die Firma Hesselbach (aflevering 3x07)
- 1968: Pippi Langstrumpf (9 afleveringen)
- 1970: Mensch bleiben, sagt Tegtmeier (4 afleveringen)
- 1972: Graf Luckner (aflevering 1x06)
- 1976–1980: Vater Seidl und sein Sohn (6 afleveringen)
- 1977–1982: Die Mumins (78 afleveringen) … als Narrator
- 1982–1989: Meister Eder und sein Pumuckl (52 aflevering) … als Pumuckl
- 1983: Der Paragraphenwirt (13 afleveringen)
- 1983: Mandara (5 afleveringen)
- 1984: Ein Fall für zwei (aflevering 4x04)
- 1984–1998: Weißblaue Geschichten (9 afleveringen)
- 1985: Oliver Maass (3 afleveringen)
- 1985: Polizeiinspektion 1 (aflevering 8x03)
- 1987: Tatort – Die Macht des Schicksals
- 1988: Der Alte (aflevering 12x09)
- 1988: Der Millionenbauer (aflevering 2x03)
- 1988: Tatort – Die Brüder
- 1989: Der Landarzt (aflevering 2x13)
- 1989: Heidi und Erni (aflevering 1x12)
- 1989: Die schnelle Gerdi (aflevering 1x03)
- 1989: Zwei Münchner in Hamburg (aflevering 1x11)
- 1989: Rivalen der Rennbahn (aflevering 1x02–1x03)
- 1990: Ein Heim für Tiere (aflevering 6x10)
- 1990: Ein Schloß am Wörthersee (aflevering 1x03)
- 1991: Insel der Träume (aflevering 1x05)
- 1992–1995: Chiemgauer Volkstheater (4 afleveringen)
- 1992: Diese Drombuschs (5 afleveringen)
- 1994–1998: Peter und Paul (14 afleveringen)
- 1998: Unser Charly (aflevering 3x10)
- 1999: Pumuckls Abenteuer (13 aflevering) … als Pumuckl
- 2000: Chiemgauer Volkstheater – Glück auf der Alm
- 2004–2005: Zwei am großen See (3 afleveringen)
- 2005: In aller Freundschaft (aflevering 8x05)

## Theatercarrière (selectie)
- 1949: Zum goldenen Anker, Münchner Kammerspiele
- 1949: Endstation Sehnsucht, Münchner Kammerspiele
- 1950: Weh dem’, der lügt, Residenztheater München
- 1952: Polizeirevier 21, Münchner Kammerspiele
- 1952: Peter Pan, Residenztheater München
- 1952: Die Schneekönigin, Residenztheater München
- 1953: Scherz, Satire, Ironie und tiefere Bedeutung, Residenztheater München
- 1953: Juno und der Pfau, Residenztheater München
- 1953: Der Geizige, Residenztheater München
- 1953: Die Soldaten, Residenztheater München
- 1953: Fuhrmann Henschel, Residenztheater München
- 1953: Die Räuber, Residenztheater München
- 1954: Süden, Residenztheater München
- 1954: Ein Sommernachtstraum, Residenztheater München
- 1954: Götz v. Berlichingen, Residenztheater München
- 1954: Julius Cäsar, Residenztheater München
- 1955: Die Heiratskomödie, Residenztheater München
- 1955: Tartuffe, Residenztheater München
- 1956: Heinrich IV, Residenztheater München
- 1956: Ball der Diebe, Residenztheater München
- 1956: Faust I, Residenztheater München
- 1956: Das Cafehaus, Residenztheater München
- 1957: Diener zweier Herren, Residenztheater München
- 1957: Ostern, Residenztheater München
- 1957: Die Geschichte von Vasco, Residenztheater München
- 1958: Androklus und der Löwe, Residenztheater München
- 1959: Dame Kobold, Cuvilliestheater München
- 1959: George Dandin, Residenztheater München
- 1959: Die portugalesisache Schlacht, Residenztheater München
- 1960: Die kluge Närrin, Residenztheater München
- 1960: Die Nashörner, Residenztheater München
- 1960: Volpone, Cuvilliestheater München
- 1960: Man kann nie wissen, Residenztheater München
- 1961: Michael Kramer, Residenztheater München
- 1961: Das Ei, Kleine Freiheit München
- 1964: Das Spiel von Liebe und Zufall, Münchner Kammerspiele/Tournee
- 1965: Ein Eremit wird entdeckt, Berlin
- 1965: Der Florentinerhut, Münchner Kammerspiele
- 1966: Die Messerköpfe, Theater an der Leopoldstraße München
- 1967: Charley's Tante, Deutsches Theater München
- 1967: Reise um die Erde in 80 Tagen, Residenztheater München
- 1968: Was macht die Welt, Monsieur? Sie dreht sich, Monsieur, Tournee
- 1968: Oberon, Bayerische Staatsoper
- 1968: Die schwarze Komödie, Münchner Kammerspiele
- 1968: Ein seltsames Paar, Kleine Komödie München
- 1969: Wojzeck/Leonce und Lena, Ruhrfestspiele/Recklinghausen
- 1969: Die Geschichte vom Soldaten, Brunnenhof München
- 1970: August, August, August, Landestheater Hannover, Tournee
- 1972: Dame Kobold, Landestheater Hannover, Tournee
- 1972: Macbett, Tournee
- 1983: Jedermann, Salzburger Festspiele
- 1988: Der Damenkrieg, Komödie im Bayerischen Hof München
- 1988: Chicago, Deutsches Theater München / Berlin
- 1993: Heute weder Hamlet, Komödie im Bayerischen Hof München

## Luisterboeken en hoorspelen (selectie)
- 1954: Leonhard Frank: Die Ursache (Robuster Schüler) – Regie: Walter Ohm (hoorspel – BR)
- 1961: Georges Simenon: Maigret und die Bohnenstange. Bewerking: Gert Westphal; Regie: Heinz-Günter Stamm. BR. Der Audio Verlag 2005.
- 1963 Simplicius Simplicissimus Teutsch, WDR 1963, 427 min.; Regie: Ludwig Cremer, Bewerking: Bastian Müller; met Hans Clarin als Simplicius.

- Biblioteca Nacional de España: XX5544859
- Gemeinsame Normdatei: 119292785
- International Standard Name Identifier: 0000 0000 5473 9290
- Library of Congress Control Number: nr96020286
- MusicBrainz: f05d628a-4a9b-4641-b0fc-ee43ec1eeaa7
- Nationale Bibliotheek van Polen: a0000003234836
- Virtual International Authority File: 145145857854723020082
- WorldCat: E39PBJhRBd3pXbwqFXhWQbRFrq